# 정축지변
정축지변(丁丑之變)은1457년 금성대군, 이보흠의 단종 복위 운동 거사가 실패하면서 세조에 의해 순흥부 주민이 학살된 사건을 말한다.
내부 고변으로 단종의 복위 거사가 실패하자 세조는 노산군으로 강등당하고 강원도 영월 청령포에 유배중이던 단종을 사사한다. 이후 역모를 주도한 혐의로 금성대군 유에게 사약을 내려 사사하고 모의에 가담한 순흥부사 이보흠을 참형에 처하였다. 이후 순흥부의 주민들을 처형한 뒤 순흥을 폐부하고 현으로 강등시켰으며, 순흥 주민 및 인근 30리 지역 주민들에게도 혐의점을 뒤집어 씌워 처형하였다.
수많은 주민들을 학살하여 순흥부를 가로지르던 죽계천은 온통 피로 물들어 오랫동안 핏물이 10여리를 흘러들어갔다고 한다.

## 같이 보기
- 순흥군
- 금성단
- 단종 복위 운동